# سيباستيان ليون
سيباستيان ليون (بالإنجليزية: Sebastian Leone)‏ هو محامي وقاضي وسياسي أمريكي، ولد في 6 ديسمبر 1924، وتوفي في 14 نوفمبر 2016.